# Nedansjötjärnen
Nedansjötjärnen är en sjö i Sundsvalls kommun i Medelpad och ingår i Ljungans huvudavrinningsområde. Sjön är 10,6 meter djup, har en yta på 0,0882 kvadratkilometer och befinner sig 237,3 meter över havet.

## Delavrinningsområde
Nedansjötjärnen ingår i det delavrinningsområde (691955-154775) som SMHI kallar för Utloppet av Stödesjön. Medelhöjden är 166 meter över havet och ytan är 86,68 kvadratkilometer. Räknas de 1243 avrinningsområdena uppströms in blir den ackumulerade arean 11 886,36 kvadratkilometer. Avrinningsområdets utflöde Ljungan mynnar i havet. Avrinningsområdet består mestadels av skog (63 procent). Avrinningsområdet har 16,29 kvadratkilometer vattenytor vilket ger det en sjöprocent på 18,8 procent. Bebyggelsen i området täcker en yta av 1,3 kvadratkilometer eller 1 procent av avrinningsområdet.